# Centromochlus megalops
Centromochlus megalops es una especie de pez de la familia Auchenipteridae en el orden de los Siluriformes.

## Distribución geográfica
Se encuentran en Sudamérica.